# الطيران الجديد تونس

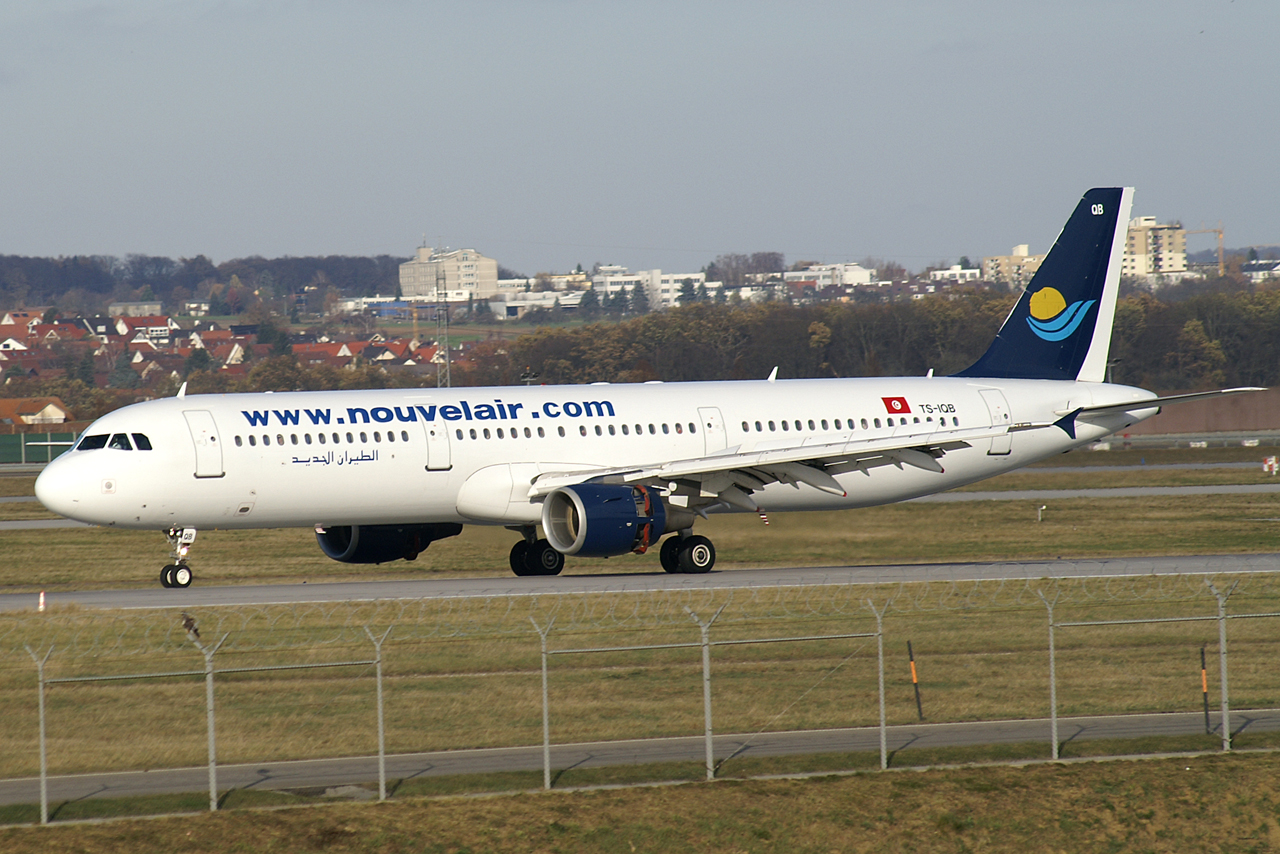
Airbus A321-200 مطار شتوتغارت

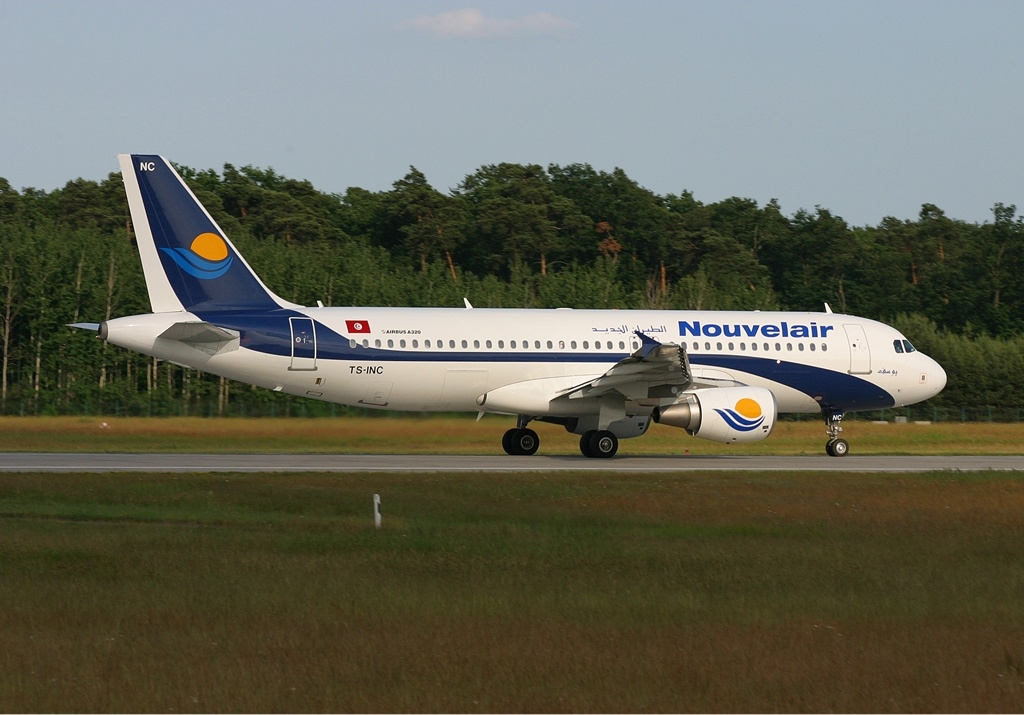
أيرباص أيه 320 تابعة للشركة

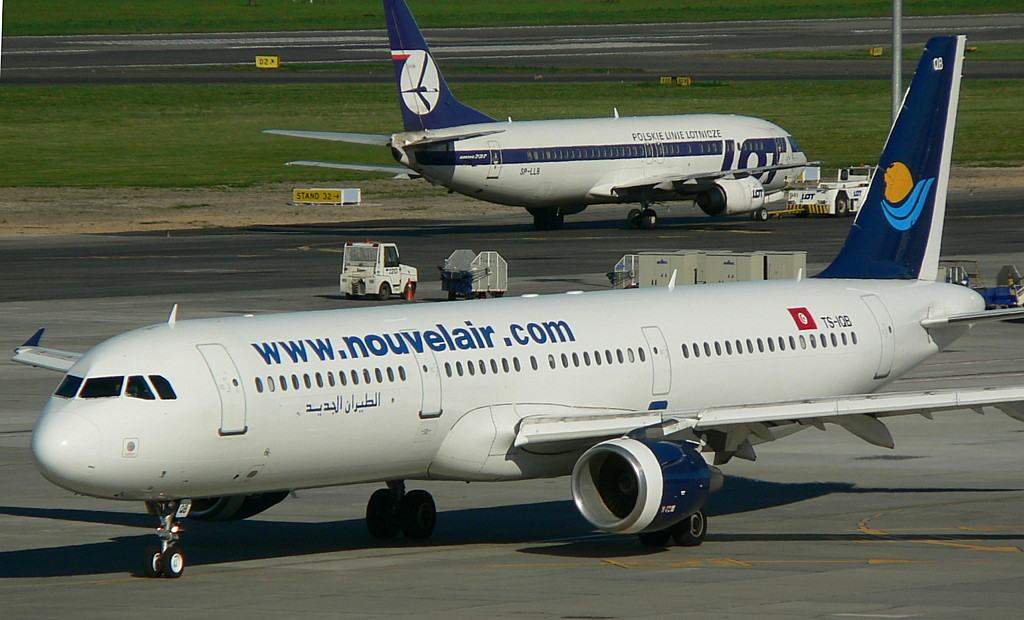
أيرباص أيه 321 تابعة للشركة

الطيران الجديد أو الطيران الجديد تونس (بالفرنسية Nouvelair Tunisie) (رمز إياتا : TU، رمز إيكاو) هي شركة طيران خاصة في تونس أحدثت تحت اسم طيران الحرية في 6 أكتوبر 1989 كشركة تابعة للشركة الفرنسية (بالفرنسية: Air Liberté)‏ (طيران الحرية).
أُعيدت هيكلتها سنة 1995 وغُيرت تسميتها في 1996، إسطولها صغير العمر ومكون من إيرباص إيه 320 وإيرباص إيه 321. لصيانة هذا الاسطول، أنشأت الشركة سنة 2001 شركة تونسية فرنسية (أو.ا.د.س سوجرما تونس) بالاشتراك مع أو.ا.د.س سوجرما والتي توجد في مطار المنستير الحبيب بورقيبة الدولي وتتبع المعايير الأوروبية PART 145 المقدمة من قبل وكالة سلامة الطيران الأوروبية.
تتقاسم السوق التونسي (32% من الحصص) مع الشركة الخاصة قرطاج للطيران (20%) والشركة الوطنية الخطوط الجوية التونسية (48%).

## إحصائيات
في العشرية بين 2002 و 2012 قامت الشركة ب 879 458 ساعة من الرحلات حيث تم نقل حوالي 796 066 19 مليون راكب من أكثر من 130 مطارا أوروبيا موزعين على 30 دولة في أوروبا. 635 إطار وتقني يأمنون الإعدادات اللوجستية والتقنية ل13 طائرة.

## الأسطول

### الحالي
يتكون أسطول الطيران الجديد في 2015 من 11 طائرة من نوع إيرباص إيه 320.
| الطراز   | الصورة | رقم التسجيل | تاريخ أول تسليم |
| -------- | ------ | ----------- | --------------- |
| A320-212 |        | TS-INF      | 26 مارس 1999    |
| A320-214 |        | TS-INA      | 6 ديسمبر 1999   |
| A320-214 |        | TS-INB      | 13 مارس 2000    |
| A320-214 |        | TS-INP      | 28 نوفمبر 2001  |
| A320-214 |        | TS-INC      | 19 أبريل 2002   |
| A320-214 |        | TS-INQ      | 27 فبراير 2004  |
| A320-232 |        | TS-INS      | 13 أبريل 2007   |
| A320-214 |        | TS-INO      | 29 أبريل 2008   |
| A320-214 |        | TS-INR      | 8 مايو 2008     |
| A320-214 |        | TS-INH      | 16 ديسمبر 2011  |

### القديم
| الطراز   | الصورة | رقم التسجيل | تاريخ أول تسليم | تاريخ السحب أو البيع |
| -------- | ------ | ----------- | --------------- | -------------------- |
| MD-83    |        | EI-CTJ      |                 |                      |
| MD-83    |        | EI-CGI      |                 |                      |
| MD-83    |        | EI-CNO      |                 |                      |
| MD-83    |        | F-GHEC      |                 |                      |
| A321-211 |        | TS-IQA      |                 | 25 أبريل 2014        |
| A321-200 |        | TS-IQB      |                 | 1 مايو 2014          |

## الوجهات

### أوروبا
| - فرنسا : بوردو - فرنسا : بريست - فرنسا : دوفيل - فرنسا : مارسيليا - فرنسا : ميتز - فرنسا : نانت - فرنسا : باريس - فرنسا : سترازبورغ - فرنسا : تولون - فرنسا : تولوز - ألمانيا : برلين - ألمانيا : كولونيا - ألمانيا : درسدن - ألمانيا : دوسلدورف - ألمانيا : إرفورت - ألمانيا : فرانكفورت | - ألمانيا : هامبورغ - ألمانيا : هانوفر - ألمانيا : ميونخ - ألمانيا : نورنبرغ - ألمانيا : شتوتغارت - إيطاليا : أنكونا - إيطاليا : بيرغامو - إيطاليا : بولونيا - إيطاليا : قطانية - إيطاليا : ميلانو - إيطاليا : روما - إيطاليا : فيرونا - بولندا : كراكوف - بولندا : كاتوفيتسه - بولندا : غدانسك | - بولندا : وودج - بولندا : بوزنان - بولندا : وارسو - بولندا : شتتين - بولندا : فروتسواف - سويسرا : بازل - سويسرا : زيورخ - سلوفاكيا : براتيسلافا - سلوفاكيا : كوشيتسه - بلجيكا : بروكسل - بلجيكا : لييج - المجر : دبرتسن - المجر : بودابست - فنلندا : هلسنكي - فنلندا : أولو - المملكة المتحدة : لندن - المملكة المتحدة : مانشستر | - روسيا : موسكو - روسيا : سانت بطرسبرغ - النمسا : سالزبورغ - النمسا : فيينا - هولندا : أمستردام - صربيا : بلغراد - الدنمارك : بيلوند - أرمينيا : يريفان - تركيا : إسطنبول - أوكرانيا : كييف - سلوفينيا : ليوبليانا - النرويج : أوسلو - جمهورية التشيك : براغ - بلغاريا : صوفيا - السويد : ستوكهولم - كرواتيا : زغرب |

### تونس
| - تونس : جربة | - تونس : النفيضة | - تونس : المنستير | - تونس : طبرقة | - تونس : تونس |

### الجزائر
| - الجزائر : سطيف |

## حوادث
- 9 أكتوبر 2006: طائرة إيرباص إيه 321 واجهت مشكلة في عدة الهبوط بعد الإقلاع حيث فقدت العجلة الأمامية عند هبوطها الاضطراري في مطار جنيف الدولي.[3]
- 4 نوفمبر 2006: طائرة إيرباص إيه 320 توقف رحلتها بعد الإقلاع في نفس مطار جنيف بعد اكتشاف حدوث تسرب في الكيروسين من الجهة اليمنى.[4]
- 19 ديسمبر 2006: طائرة إيرباص إيه 320 تهبط إجبارا في مطار التلاغمة العسكري (الجزائر) بينما الطائرة كانت متوجهة إلى سطيف.[5]
- 26 سبتمبر 2008: طائرة إيرباص إيه 321 تخرج عن مدرج مطار دورتموند (ألمانيا) وتستقر على العشب ودون خسائر.[6]
- 11 أغسطس 2013 : طائرة إيرباص إيه 321 تهبط إضطراريا في مطار المنستير الدولي إثر عطب فني طارئ بينما كانت قد انطلقت من مطار جربة جرجيس الدولي في إتجاه باريس في فرنسا، ولم تسجل أية أضرار مادية أو بشرية، وتم نقل الركاب ال213 في طائرتين أخريين إلى الوجهة المقصودة.[7][8]

## مقالات ذت صلة
- قائمة شركات طيران في تونس

## روابط خارجية
- الموقع الرسمي